# Svatopluk Čech (Saxophonist)
Svatopluk Čech (* 11. Juni 1946) ist ein tschechischer Klarinettist, Saxophonist und Arrangeur.
Čech war Mitglied mehrerer Jazzbands, darunter der České dechové sexteto, des Baroque Jazz Quintet, sowie des CS-TV Orchester Prag, dem Rundfunkorchester Berlin und dem Studio Ensemble Wien. Unter anderem wirkte Svatopluk Čech musikalisch bei der TV und Filmproduktionen, wie Feuerwehrball, Pan-Tau etc. mit. Von 1972 bis 1981 leitete er das Orchester Svatopluka Čecha. 1981 veröffentlichte die Plattenfirma Panton sein Album P.S. „I'm In The Mood For Sax“. Als Solist ist er auch auf dem Album Poste Restante von Milan Svoboda mit der Pražský Big Band zu hören. 1999 wurde er künstlerischer Leiter der West Bohemian Big Band. Daneben unterrichtete er am Wiener und Prager Konservatorium. Im Rahmen der Kooperationen mit internationalen Solisten, hatte er Musikarrangement für verschiedenste Orchester geschrieben.  